# 小維舍拉
58°51′N 32°13′E / 58.850°N 32.217°E
小維舍拉，是俄羅斯諾夫哥羅德州的一個城市，位於該州的北部，連接莫斯科和聖彼得堡之間的鐵路線上。2002年人口14,182人。
1843年因鐵路而建立，因同名河流而得名。1921年設市。